# Mountain Park (comté de Fulton, Géorgie)
Mountain Park est une ville située dans les comtés de Fulton et de Cherokee, dans l’État de Géorgie, aux États-Unis. Lors du recensement de 2020, elle comptait 583 habitants.